# 2019年歐洲聯盟（脫離）法令 (直布羅陀)
《2019年歐洲聯盟（脫離）法令》（英語：European Union (Withdrawal) Act 2019）是直布罗陀议会一條有關英國脫歐的法令。法令由直布羅陀首席部長費比安·皮卡多提出，將適用於直布羅陀的歐洲聯盟法律轉換為本地法律。本法令與英國本土的《2018年歐洲聯盟（脫離）法令》具有同樣法律效力。
法案獲得社會主義工黨與自由黨執政聯盟以及一名無黨籍議員支持。反對派社民黨原先無意支持法案，最終反對部分條文後投票贊成法案。

## 外部連結
- 法令全文（页面存档备份，存于）